# Sixième district congressionnel du Colorado
Le 6e district congressionnel du Colorado est un district de l'État américain du Colorado. Situé dans le centre du Colorado, le district englobe une grande partie de la partie orientale de la région métropolitaine de Denver, y compris tout Aurora, ainsi que des parties de la région métropolitaine du sud (Centennial et Littleton) et du nord (Brighton et Henderson).
Le district est actuellement représenté par le Démocrate Jason Crow.
Le district a été créé en 1983 à la suite du cycle de redécoupage après le recensement de 1980, et était à l'origine un bastion républicain de banlieue classique ; c'était autrefois le siège le plus sûr pour les républicains du Colorado en dehors de Colorado Springs. Cependant, l'évolution démographique dans le Front Range, en particulier dans le Comté d'Arapahoe, qui est passé d'un bastion conservateur traditionnel de banlieue / semi urbain à un comté de banlieue intérieure densément peuplé, ethniquement et culturellement diversifié, a rendu la banlieue de Denver beaucoup plus conviviale pour les démocrates. Le redécoupage de 2010 a déplacé les sections les plus rurales et dominées par le GOP du district vers le 4e voisin et a ajouté des parties fortement peuplées et démocrates d'Aurora, transformant le 6e district en un district tournant à tendance démocrate. Cependant, les républicains sont toujours compétitifs, et la force démocrate a été limitée à l'ouest du comté d'Arapahoe pendant une grande partie de son histoire, car les composants du comté de Douglas et du comté d'Adams dans le 6e étaient toujours à tendance républicaine : cela a changé en 2020, comme Joe Biden et le représentant Jason Crow a remporté tous les comtés du district.
Après le redécoupage de 2020, le 6e deviendra un district de banlieue purement intérieur ancré dans l'ouest du comté d'Arapahoe, mais de petites parties des comtés de Jefferson, Douglas et Adams seront également incluses pour englober complètement les villes de Littleton et Aurora.

## Histoire

### Années 1990
À la suite du recensement américain de 1990 et du redécoupage associé des districts du Colorado, le 6e district congressionnel se composait de parties des comtés d'Arapahoe et de Jefferson.

### Années 2000
À la suite du recensement américain de 2000 et du redécoupage associé des districts du Colorado, le 6e district congressionnel se composait des comtés de Douglas et d'Elbert ainsi que de parties des comtés d'Arapahoe, de Jefferson et Park.

### Années 2010
Lors du redécoupage du Colorado en 2010, le 6e district congressionnel a perdu la majeure partie de sa zone précédente ; le district se composait désormais des parties ouest des comtés d'Arapahoe et d'Adams ainsi que de la communauté de Highlands Ranch dans le comté de Douglas et d'une très petite partie du comté de Jefferson.

### Années 2020
Lors du redécoupage du Colorado en 2020, le 6e district congressionnel est devenu un pur district de banlieue intérieure composé de l'ouest du comté d'Arapahoe, des parties de la ville d'Aurora situées dans les comtés d'Adams et de Douglas, ainsi que de parties du comté de Jefferson bordant Littleton près de l'autoroute 470.

## Caractéristiques
De caractère suburbain, ce district ethniquement et économiquement diversifié englobe les banlieues sud et est de Denver et est maintenant assez démocrate, bien qu'il soit historiquement un district républicain.
Aurora, une ville diversifiée avec 21 % de résidents nés à l'étranger constitue la base de la population : si la ville vote généralement à gauche et constitue un bastion de banlieue pour les démocrates du Colorado, elle a également fourni suffisamment de soutien au républicain Mike Coffman pour tenir le district pendant une décennie.
Les banlieues du côté sud de Denver dans le district sont mélangées - Greenwood Village et Cherry Hills Village comptent un grand nombre de républicains enregistrés, mais les républicains ici sont principalement économiquement conservateurs et beaucoup plus modérés socialement que le reste de l'État. Centennial et Littleton ont tendance à être des villes swing en raison d'un mélange démographique - tandis que le sud de Littleton et l'est de Centennial ont tendance à être très riches et légèrement républicains, le nord de Littleton et l'ouest/centre de Centennial ont une importante population de classe inférieure à moyenne qui penche pour le démocrate. Englewood et Sheridan, étant plus proches socialement et économiquement de Denver, à proximité, sont sûres pour les démocrates, mais elles ne représentent pas une grande partie de la population du district.

## Géographie
| #  | County    | Seat        | Population |
| -- | --------- | ----------- | ---------- |
| 1  | Adams     | Brighton    | 533 365    |
| 5  | Arapahoe  | Littleton   | 655 808    |
| 31 | Denver    | Denver      | 713 252    |
| 35 | Douglas   | Castle Rock | 383 906    |
| 59 | Jefferson | Golden      | 576 366    |

### Villes de 10 000 personnes ou plus
- Denver – 713 252
- Aurora – 386 261
- Centennial – 108 418
- Littleton – 45 652
- Ken Caryl – 33 811
- Englewood – 33 659
- Columbine – 25 229
- Four Square Mile – 22 872
- Greenwood Village – 15 691
- Cherry Creek – 11 488

### Villes de 2 500 à 10 000 personnes
- Cherry Hills Village – 6 442
- Sheridan – 6 105
- Dove Valley – 5 640
- Bennett – 2 862

## Historique de vote[2]
| Années | Poste     | Résultats               |
| ------ | --------- | ----------------------- |
| 2000   | Président | Bush 60,0 % – 37,0 %    |
| 2004   | Président | Bush 60,0 % – 39,0 %    |
| 2008   | Président | McCain 53,0 % – 46,0 %  |
| 2012   | Président | Obama 52,0 % – 47,0 %   |
| 2016   | Président | Clinton 50,0 % – 41,0 % |
| 2020   | Président | Biden 58,0 % – 39,0 %   |

## Liste des Représentants du district
| Nom                               | Parti       | Années                          | Congrès     | Histoire électorale | Zone géographique                                                    |
| --------------------------------- | ----------- | ------------------------------- | ----------- | --- | -------------------------------------------------------------------- |
| District établi le 3 janvier 1983 |             |                                 |             | |                                                                      |
| Vacant                            | Vacant      | 3 janvier 1983 - 29 mars 1983   | 98e         | Le Représentant-élu Jack Swigert décède le 27 décembre 1982.                                                                                              | 1983–1993 Partie des Comtés d'Adams, Arapahoe, Denver et Jefferson.  |
| Dan Schaefer (en)                 | Républicain | 29 mars 1983 - 3 janvier 1999   | 98e - 105e  | Élu pour terminer le mandat de Swigert. Réélu en 1984. Réélu en 1986. Réélu en 1988. Réélu en 1990. Réélu en 1992. Réélu en 1994. Réélu en 1996. Retrait. | 1983–1993 Partie des Comtés d'Adams, Arapahoe, Denver et Jefferson.  |
| Dan Schaefer (en)                 | Républicain | 29 mars 1983 - 3 janvier 1999   | 98e - 105e  | Élu pour terminer le mandat de Swigert. Réélu en 1984. Réélu en 1986. Réélu en 1988. Réélu en 1990. Réélu en 1992. Réélu en 1994. Réélu en 1996. Retrait. | 1993–2003 Partie des Comtés d'Arapahoe et Jefferson.                 |
| Tom Tancredo                      | Républicain | 3 janvier 1999 - 3 janvier 2009 | 106e - 110e | Élu en 1998. Réélu en 2000. Réélu en 2002. Réélu en 2004. Réélu en 2006. Retrait.                                                                         |                                                                      |
| Tom Tancredo                      | Républicain | 3 janvier 1999 - 3 janvier 2009 | 106e - 110e | Élu en 1998. Réélu en 2000. Réélu en 2002. Réélu en 2004. Réélu en 2006. Retrait.                                                                         | 2003–2013 Douglas et Elbert ; parties d'Arapahoe, Jefferson et Park. |
| Mike Coffman                      | Républicain | 3 janvier 2009 - 3 janvier 2019 | 115e - 115e | Élu en 2008. Réélu en 2010. Réélu en 2012. Réélu en 2014. Réélu en 2016. Perd sa réélection.                                                              |                                                                      |
| Mike Coffman                      | Républicain | 3 janvier 2009 - 3 janvier 2019 | 115e - 115e | Élu en 2008. Réélu en 2010. Réélu en 2012. Réélu en 2014. Réélu en 2016. Perd sa réélection.                                                              | 2013–Présent Parties des Comtés d'Adams, Arapahoe et Douglas.        |
| Jason Crow                        | Démocrate   | 3 janvier 2019 - en cours       | 116e - 119e | Élu en 2018. Réélu en 2020. Réélu en 2022. Réélu en 2024.                                                                                                 |                                                                      |

## Résultats des récentes élections
Voici le résultats des dix précédents cycles électoraux dans le district.

## Frontières historique du district

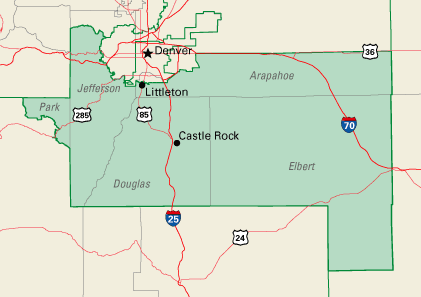
2003 - 2013

### 2004
| Élection de 2004 du 6e district congressionnel du Colorado | Élection de 2004 du 6e district congressionnel du Colorado | Élection de 2004 du 6e district congressionnel du Colorado | Élection de 2004 du 6e district congressionnel du Colorado | Élection de 2004 du 6e district congressionnel du Colorado |
| ---------------------------------------------------------- | ---------------------------------------------------------- | ---------------------------------------------------------- | ---------------------------------------------------------- | ---------------------------------------------------------- |
| Parti                                                      | Parti                                                      | Candidat                                                   | Votes                                                      | %                                                          |
|                                                            | Républicain                                                | Tom Tancredo (sortant)                                     | 212 778                                                    | 59,48                                                      |
|                                                            | Démocrate                                                  | Joana Conti                                                | 139 870                                                    | 39,10                                                      |
|                                                            | Libertarien                                                | Jack J. Woehr                                              | 3 857                                                      | 1,08                                                       |
|                                                            | Constitution                                               | Peter Shevchuck                                            | 1 235                                                      | 0,35                                                       |
| Total des votes                                            | Total des votes                                            | Total des votes                                            | 357 741                                                    | 100 %                                                      |
|                                                            | Les Républicains conservent                                |                                                            |                                                            |                                                            |

### 2006
| Élection de 2006 du 6e district congressionnel du Colorado | Élection de 2006 du 6e district congressionnel du Colorado | Élection de 2006 du 6e district congressionnel du Colorado | Élection de 2006 du 6e district congressionnel du Colorado | Élection de 2006 du 6e district congressionnel du Colorado |
| ---------------------------------------------------------- | ---------------------------------------------------------- | ---------------------------------------------------------- | ---------------------------------------------------------- | ---------------------------------------------------------- |
| Parti                                                      | Parti                                                      | Candidat                                                   | Votes                                                      | %                                                          |
|                                                            | Républicain                                                | Tom Tancredo (sortant)                                     | 158 806                                                    | 58,61                                                      |
|                                                            | Démocrate                                                  | Bill Winter                                                | 108 007                                                    | 39,87                                                      |
|                                                            | Libertarien                                                | Jack J. Woehr                                              | 4 093                                                      | 1,51                                                       |
|                                                            | Républicain                                                | Juan B. Botero (write-in)                                  | 25                                                         | 0,01                                                       |
| Total des votes                                            | Total des votes                                            | Total des votes                                            | 270 931                                                    | 100 %                                                      |
|                                                            | Les Républicains conservent                                |                                                            |                                                            |                                                            |

### 2008
| Primaire Républicaine de 2008 du 6e district congressionnel du Colorado | Primaire Républicaine de 2008 du 6e district congressionnel du Colorado | Primaire Républicaine de 2008 du 6e district congressionnel du Colorado | Primaire Républicaine de 2008 du 6e district congressionnel du Colorado | Primaire Républicaine de 2008 du 6e district congressionnel du Colorado |
| ----------------------------------------------------------------------- | ----------------------------------------------------------------------- | ----------------------------------------------------------------------- | ----------------------------------------------------------------------- | ----------------------------------------------------------------------- |
| Parti                                                                   | Parti                                                                   | Candidat                                                                | Votes                                                                   | %                                                                       |
|                                                                         | Républicain                                                             | Mike Coffman                                                            | 28 509                                                                  | 40,12                                                                   |
|                                                                         | Républicain                                                             | Wil Armstrong                                                           | 23 213                                                                  | 32,67                                                                   |
|                                                                         | Républicain                                                             | Ted Harvey                                                              | 10 886                                                                  | 15,32                                                                   |
|                                                                         | Républicain                                                             | Steve Ward                                                              | 8 452                                                                   | 11,89                                                                   |
| Total des votes                                                         | Total des votes                                                         | Total des votes                                                         | 71 060                                                                  | 100 %                                                                   |

| Élection de 2008 du 6e district congressionnel du Colorado | Élection de 2008 du 6e district congressionnel du Colorado | Élection de 2008 du 6e district congressionnel du Colorado | Élection de 2008 du 6e district congressionnel du Colorado | Élection de 2008 du 6e district congressionnel du Colorado |
| ---------------------------------------------------------- | ---------------------------------------------------------- | ---------------------------------------------------------- | ---------------------------------------------------------- | ---------------------------------------------------------- |
| Parti                                                      | Parti                                                      | Candidat                                                   | Votes                                                      | %                                                          |
|                                                            | Républicain                                                | Mike Coffman                                               | 250 877                                                    | 60,67                                                      |
|                                                            | Démocrate                                                  | Hank Eng                                                   | 162 641                                                    | 39,33                                                      |
| Total des votes                                            | Total des votes                                            | Total des votes                                            | 413 516                                                    | 100 %                                                      |
|                                                            | Les Républicains conservent                                |                                                            |                                                            |                                                            |

### 2010
| Élection de 2010 du 6e district congressionnel du Colorado | Élection de 2010 du 6e district congressionnel du Colorado | Élection de 2010 du 6e district congressionnel du Colorado | Élection de 2010 du 6e district congressionnel du Colorado | Élection de 2010 du 6e district congressionnel du Colorado |
| ---------------------------------------------------------- | ---------------------------------------------------------- | ---------------------------------------------------------- | ---------------------------------------------------------- | ---------------------------------------------------------- |
| Parti                                                      | Parti                                                      | Candidat                                                   | Votes                                                      | %                                                          |
|                                                            | Républicain                                                | Mike Coffman (sortant)                                     | 217 400                                                    | 65,67                                                      |
|                                                            | Démocrate                                                  | John Flerlage                                              | 104 159                                                    | 31,46                                                      |
|                                                            | Libertarien                                                | Rob McNealy                                                | 9 471                                                      | 2,86                                                       |
|                                                            | Write-in                                                   | Michael Shawn Kearns                                       | 7                                                          | 0,00                                                       |
| Total des votes                                            | Total des votes                                            | Total des votes                                            | 331 037                                                    | 100 %                                                      |
|                                                            | Les Républicains conservent                                |                                                            |                                                            |                                                            |

### 2012
| Élection de 2012 du 6e district congressionnel du Colorado | Élection de 2012 du 6e district congressionnel du Colorado | Élection de 2012 du 6e district congressionnel du Colorado | Élection de 2012 du 6e district congressionnel du Colorado | Élection de 2012 du 6e district congressionnel du Colorado |
| ---------------------------------------------------------- | ---------------------------------------------------------- | ---------------------------------------------------------- | ---------------------------------------------------------- | ---------------------------------------------------------- |
| Parti                                                      | Parti                                                      | Candidat                                                   | Votes                                                      | %                                                          |
|                                                            | Républicain                                                | Mike Coffman (sortant)                                     | 163 938                                                    | 47,81                                                      |
|                                                            | Démocrate                                                  | Joe Miklosi                                                | 156 937                                                    | 45,77                                                      |
|                                                            | Indépendant                                                | Kathy Polhemus                                             | 13 442                                                     | 3,92                                                       |
|                                                            | Libertarien                                                | Patrick E. Provost                                         | 8 597                                                      | 2,51                                                       |
| Total des votes                                            | Total des votes                                            | Total des votes                                            | 342 914                                                    | 100 %                                                      |
|                                                            | Les Républicains conservent                                |                                                            |                                                            |                                                            |

### 2014
| Élection de 2014 du 6e district congressionnel du Colorado | Élection de 2014 du 6e district congressionnel du Colorado | Élection de 2014 du 6e district congressionnel du Colorado | Élection de 2014 du 6e district congressionnel du Colorado | Élection de 2014 du 6e district congressionnel du Colorado |
| ---------------------------------------------------------- | ---------------------------------------------------------- | ---------------------------------------------------------- | ---------------------------------------------------------- | ---------------------------------------------------------- |
| Parti                                                      | Parti                                                      | Candidat                                                   | Votes                                                      | %                                                          |
|                                                            | Républicain                                                | Mike Coffman (sortant)                                     | 143 467                                                    | 51,90                                                      |
|                                                            | Démocrate                                                  | Andrew Romanoff                                            | 118 847                                                    | 42,99                                                      |
|                                                            | Libertarien                                                | Norm Olsen                                                 | 8 623                                                      | 3,12                                                       |
|                                                            | Vert                                                       | Gary Swing                                                 | 5 503                                                      | 1,99                                                       |
| Total des votes                                            | Total des votes                                            | Total des votes                                            | 276 440                                                    | 100 %                                                      |
|                                                            | Les Républicains conservent                                |                                                            |                                                            |                                                            |

### 2016
| Élection de 2016 du 6e district congressionnel du Colorado | Élection de 2016 du 6e district congressionnel du Colorado | Élection de 2016 du 6e district congressionnel du Colorado | Élection de 2016 du 6e district congressionnel du Colorado | Élection de 2016 du 6e district congressionnel du Colorado |
| ---------------------------------------------------------- | ---------------------------------------------------------- | ---------------------------------------------------------- | ---------------------------------------------------------- | ---------------------------------------------------------- |
| Parti                                                      | Parti                                                      | Candidat                                                   | Votes                                                      | %                                                          |
|                                                            | Républicain                                                | Mike Coffman (sortant)                                     | 191 626                                                    | 50,91                                                      |
|                                                            | Démocrate                                                  | Morgan Carroll                                             | 160 372                                                    | 42,60                                                      |
|                                                            | Libertarien                                                | Norm Olsen                                                 | 18 778                                                     | 4,99                                                       |
|                                                            | Vert                                                       | Robert Lee Worthey                                         | 5 641                                                      | 1,50                                                       |
| Total des votes                                            | Total des votes                                            | Total des votes                                            | 376 417                                                    | 100 %                                                      |
|                                                            | Les Républicains conservent                                |                                                            |                                                            |                                                            |

### 2018
| Élection de 2018 du 6e district congressionnel du Colorado | Élection de 2018 du 6e district congressionnel du Colorado | Élection de 2018 du 6e district congressionnel du Colorado | Élection de 2018 du 6e district congressionnel du Colorado | Élection de 2018 du 6e district congressionnel du Colorado |
| ---------------------------------------------------------- | ---------------------------------------------------------- | ---------------------------------------------------------- | ---------------------------------------------------------- | ---------------------------------------------------------- |
| Parti                                                      | Parti                                                      | Candidat                                                   | Votes                                                      | %                                                          |
|                                                            | Démocrate                                                  | Jason Crow                                                 | 184 399                                                    | 54,08                                                      |
|                                                            | Républicain                                                | Mike Coffman (sortant)                                     | 146 339                                                    | 42,92                                                      |
|                                                            | Libertarien                                                | Kat Martin                                                 | 5 733                                                      | 1,68                                                       |
|                                                            | Indépendant                                                | Dan Chapin                                                 | 4 512                                                      | 1,32                                                       |
| Total des votes                                            | Total des votes                                            | Total des votes                                            | 340 983                                                    | 100 %                                                      |
|                                                            | Les Démocrates prennent aux Républicains                   |                                                            |                                                            |                                                            |

### 2020
| Élection de 2020 du 6e district congressionnel du Colorado | Élection de 2020 du 6e district congressionnel du Colorado | Élection de 2020 du 6e district congressionnel du Colorado | Élection de 2020 du 6e district congressionnel du Colorado | Élection de 2020 du 6e district congressionnel du Colorado |
| ---------------------------------------------------------- | ---------------------------------------------------------- | ---------------------------------------------------------- | ---------------------------------------------------------- | ---------------------------------------------------------- |
| Parti                                                      | Parti                                                      | Candidat                                                   | Votes                                                      | %                                                          |
|                                                            | Démocrate                                                  | Jason Crow (sortant)                                       | 250 314                                                    | 57,09                                                      |
|                                                            | Républicain                                                | Steve House                                                | 175 192                                                    | 39,96                                                      |
|                                                            | Libertarien                                                | Norm Olsen                                                 | 9 083                                                      | 2,07                                                       |
|                                                            | Unity (en)                                                 | Jaimie Kulikowski                                          | 3 884                                                      | 0,89                                                       |
| Total des votes                                            | Total des votes                                            | Total des votes                                            | 438 473                                                    | 100 %                                                      |
|                                                            | Les Démocrates conservent                                  |                                                            |                                                            |                                                            |

### 2022
| Primaire démocrate de 2022 du 6e district congressionnel du Colorado | Primaire démocrate de 2022 du 6e district congressionnel du Colorado | Primaire démocrate de 2022 du 6e district congressionnel du Colorado | Primaire démocrate de 2022 du 6e district congressionnel du Colorado | Primaire démocrate de 2022 du 6e district congressionnel du Colorado |
| -------------------------------------------------------------------- | -------------------------------------------------------------------- | -------------------------------------------------------------------- | -------------------------------------------------------------------- | -------------------------------------------------------------------- |
| Parti                                                                | Parti                                                                | Candidat                                                             | Votes                                                                | %                                                                    |
|                                                                      | Démocrate                                                            | Jason Crow (sortant)                                                 | 61 074                                                               | 100 %                                                                |

| Primaire républicaine de 2022 du 6e district congressionnel du Colorado | Primaire républicaine de 2022 du 6e district congressionnel du Colorado | Primaire républicaine de 2022 du 6e district congressionnel du Colorado | Primaire républicaine de 2022 du 6e district congressionnel du Colorado | Primaire républicaine de 2022 du 6e district congressionnel du Colorado |
| ----------------------------------------------------------------------- | ----------------------------------------------------------------------- | ----------------------------------------------------------------------- | ----------------------------------------------------------------------- | ----------------------------------------------------------------------- |
| Parti                                                                   | Parti                                                                   | Candidat                                                                | Votes                                                                   | %                                                                       |
|                                                                         | Républicain                                                             | Steve Monahan                                                           | 47 556                                                                  | 100 %                                                                   |

| Élection de 2022 du 6e district congressionnel du Colorado | Élection de 2022 du 6e district congressionnel du Colorado | Élection de 2022 du 6e district congressionnel du Colorado | Élection de 2022 du 6e district congressionnel du Colorado | Élection de 2022 du 6e district congressionnel du Colorado |
| ---------------------------------------------------------- | ---------------------------------------------------------- | ---------------------------------------------------------- | ---------------------------------------------------------- | ---------------------------------------------------------- |
| Parti                                                      | Parti                                                      | Candidat                                                   | Votes                                                      | %                                                          |
|                                                            | Démocrate                                                  | Jason Crow (sortant)                                       | 170 140                                                    | 60,6                                                       |
|                                                            | Républicain                                                | Steve Monahan                                              | 105 084                                                    | 37,4                                                       |
|                                                            | Libertarien                                                | Eric Mulder                                                | 5 531                                                      | 2,0                                                        |
| Total des votes                                            | Total des votes                                            | Total des votes                                            | 280 755                                                    | 100 %                                                      |
|                                                            | Les Démocrates conservent                                  |                                                            |                                                            |                                                            |

### 2024
| Primaire démocrate de 2024 du 6e district congressionnel du Colorado | Primaire démocrate de 2024 du 6e district congressionnel du Colorado | Primaire démocrate de 2024 du 6e district congressionnel du Colorado | Primaire démocrate de 2024 du 6e district congressionnel du Colorado | Primaire démocrate de 2024 du 6e district congressionnel du Colorado |
| -------------------------------------------------------------------- | -------------------------------------------------------------------- | -------------------------------------------------------------------- | -------------------------------------------------------------------- | -------------------------------------------------------------------- |
| Parti                                                                | Parti                                                                | Candidat                                                             | Votes                                                                | %                                                                    |
|                                                                      | Démocrate                                                            | Jason Crow (sortant)                                                 | 55 837                                                               | 100 %                                                                |

| Primaire républicaine de 2024 du 6e district congressionnel du Colorado | Primaire républicaine de 2024 du 6e district congressionnel du Colorado | Primaire républicaine de 2024 du 6e district congressionnel du Colorado | Primaire républicaine de 2024 du 6e district congressionnel du Colorado | Primaire républicaine de 2024 du 6e district congressionnel du Colorado |
| ----------------------------------------------------------------------- | ----------------------------------------------------------------------- | ----------------------------------------------------------------------- | ----------------------------------------------------------------------- | ----------------------------------------------------------------------- |
| Parti                                                                   | Parti                                                                   | Candidat                                                                | Votes                                                                   | %                                                                       |
|                                                                         | Républicain                                                             | John Fabbricatore                                                       | 30 895                                                                  | 100 %                                                                   |

| Élection de 2024 du 6e district congressionnel du Colorado | Élection de 2024 du 6e district congressionnel du Colorado | Élection de 2024 du 6e district congressionnel du Colorado | Élection de 2024 du 6e district congressionnel du Colorado | Élection de 2024 du 6e district congressionnel du Colorado |
| ---------------------------------------------------------- | ---------------------------------------------------------- | ---------------------------------------------------------- | ---------------------------------------------------------- | ---------------------------------------------------------- |
| Parti                                                      | Parti                                                      | Candidat                                                   | Votes                                                      | %                                                          |
|                                                            | Démocrate                                                  | Jason Crow (sortant)                                       | 202 686                                                    | 59,0                                                       |
|                                                            | Républicain                                                | John Fabbricatore                                          | 132 174                                                    | 38,5                                                       |
|                                                            | Libertarien                                                | John Kittleson                                             | 4832                                                       | 1,4                                                        |
|                                                            | Approval Voting (en)                                       | Travis Nicks                                               | 4004                                                       | 1,2                                                        |
|                                                            | Indépendant                                                | Brad Nickle (write-in)                                     | 25                                                         | 0,0                                                        |
| Total des votes                                            | Total des votes                                            | Total des votes                                            | 343 721                                                    | 100 %                                                      |
|                                                            | Les Démocrates conservent                                  |                                                            |                                                            |                                                            |